# بوب ويفر
بوب ويفر (بالإنجليزية: Bob Weaver)‏ هو صحفي أمريكي، ولد في 20 نوفمبر 1928 في نيويورك في الولايات المتحدة، وتوفي في 17 يونيو 2006 في ميامي في الولايات المتحدة بسبب سرطان.